# Константин Бекяров
Константин Иванов Бекяров е български офицер, генерал-майор.

## Биография
Константин Бекяров е роден на 28 април 1894 г. в Панагюрище. Завършва гимназия в родния си град и Военното училище в София през 1913 г. Служи в Телеграфната дружина, след което в радиотелеграфния отдел на 2-ра армия и в 3-та инженерна дружина. От 1928 до 1929 г. е командир на дружина в свързочния полк. Служил е във Военното училище (1931) и като помощник-началник на инженерната школа (1934). На 17 април 1935 г. е назначен за командир на Свързочния полк. В периода 1935 – 1940 е началник на Телеграфопощенското училище, като от 1937 г. служи в Държавната военна фабрика, а през 1938 г. повторно е назначен за командир на Свързочния полк. На 11 март 1939 г. е назначен за началник на свързочния отдел на 2-ра армия. Същата година става главен интендант в Министерството на войната. През 1942 г. е инспектор на дирекция „Гражданска мобилизация“. Излиза в запас през 1944 г. Умира в София през 1979 г. Един от създателите на шивашката промишленост в Панагюрище.

## Семейство
Константин Бекяров е женен и има 2 деца. Синът му поручик Емил Бекяров е участник във Втората световна война (1941 – 1945).

## Военни звания
- Подпоручик (22 септември 1913)
- Поручик (5 октомври 1916)
- Капитан (1919)
- Майор (1928)
- Подполковник (3 септември 1932)
- Полковник (3 септември 1936)
- Генерал-майор (2 октомври 1941)